# Kamari Lassiter
Kamari Quincey Lassiter (geboren am 23. Januar 2003 in Savannah, Georgia) ist ein US-amerikanischer American-Football-Spieler auf der Position des Cornerbacks. Er spielte College Football für die University of Georgia und wurde im NFL Draft 2024 in der zweiten Runde von den Houston Texans ausgewählt.

## College
Lassiter besuchte die University of Georgia und spielte hier bei den Georgia Bulldogs. In seiner ersten Saison 2021 spielte er überwiegend in den Special Teams und als Ersatz-Cornerback. In Woche 4 fing Lassiter gegen Vanderbilt seine erste und einzige Interception. Am Ende der Saison gewannen die Georgia Bulldogs das College Football Playoff National Championship Game.
Mit dem Abgang von Derion Kendrick begann Lassiter in seiner zweiten Saison als Starter. Er startete in allen 15 Spielen und gewann mit seinem Team wieder die Meisterschaft.
In seinem dritten und letzten Jahr am College war Lassiter mit acht abgewehrten Pässen und 37 Tackles immer noch eine Säule der Defense.

## NFL
Lassiter wurde beim NFL Draft 2024 an 42. Stelle von den Houston Texans ausgewählt.
In Woche 2 gegen die Chicago Bears fing Lassiter seine erste Interception in der NFL.
Beim 23:26 gegen die Detroit Lions fing Lassiter sogar zwei Pässe von Quarterback Jared Goff ab.
Aufsehen erregte er zudem in Woche 17 mit einem Tackle for loss an Derrick Henry, aus welchem ein Safety resultierte.